# Nazi-eugenetica

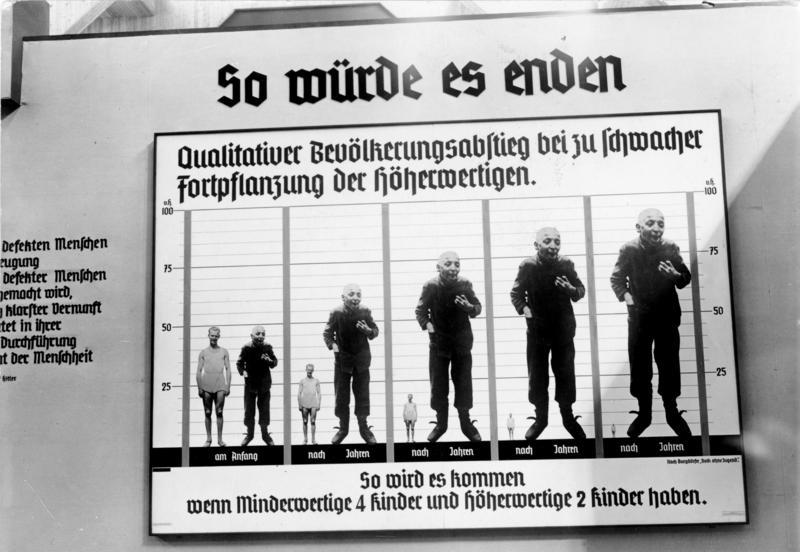
Nazi-propaganda die waarschuwt voor een hoger geboortecijfer van "minderwaardigen", op de tentoonstelling "Das Wunder des Lebens" in Berlijn (1935).

Nazi-eugenetica of Rassenhygiëne in nazi-Duitsland was de bevolkingspolitiek van nazi-Duitsland, tussen 1933 en 1945, die streefde naar de verbetering van de genetische samenstelling van het Duitse volk, om zo een zuiver Arisch ras te creëren. Daartoe maakte men gebruik van een pseudowetenschappelijke vorm van eugenetica, in het Duits "Rassenhygiene" genaamd.
Om volgens de nazi-eugenetica een genetisch gezond volk te creëren, werd gebruik gemaakt van een huwelijksverbod tussen Ariërs en niet-Ariërs, gedwongen sterilisatie, euthanasie en later ook het vermoorden van mensen die niet aan het Nationaalsocialistische ideaal voldeden.
Eugenetische aanpassingen aan het Duitse volksbestand waren volgens de NSDAP ook een manier om Lebensraum te creëren voor datzelfde superieure Arische ras.

## Ideologie
Eugenetisch onderzoek in Duitsland was voor en tijdens het nazisme geïnspireerd door Amerikaans onderzoek (voornamelijk Californië), waarop het gedeeltelijk gebaseerd was. Het belang van eugenetisch onderzoek werd echter groter onder het leiderschap van Adolf Hitler toen rijke nazi-aanhangers er massaal in investeerden. De onderzoeksprogramma's werden gebruikt om het raciaal geïnspireerd beleid van de nazipartij te ondersteunen.
Volgens de nazi-eugenetica bestond de Duitse bevolking uit enerzijds Ariërs, die zuiver Duits bloed hadden (de Deutschblütigen) en anderzijds uit mensen van niet-Arische rassen (Fremdrassigen, met name Joden en zigeuners) en nakomelingen uit huwelijken tussen Ariërs en niet-Ariërs (de bastaarden of Mischlingen). Binnen de Arische bevolking waren ook mensen met genetisch minderwaardig materiaal, zoals gehandicapten en met afwijkend gedrag (de Minderwertigen).
Om een genetisch gezond Arisch ras te kweken, werd gebruik gemaakt van het verbod op huwelijken tussen Ariërs en niet-Ariërs, heropvoedingskampen, gedwongen sterilisatie, euthanasie en uiteindelijk ook deportatie en vernietiging in concentratiekampen.
Anderzijds moest het aantal Duitsbloedigen toenemen. Een geselecteerde groep van Arische Duitsers kreeg speciale ondersteuning om de geboorte van raszuivere Ariërs te bevorderen. Zo konden bijvoorbeeld al sinds 1933 "politiek en eugenetisch onberispelijke" jonge bruidsparen van de staat een renteloze lening van maximaal 1000 Rijksmark krijgen om gemakkelijker "een gezin te stichten en de voorwaarden voor het opkweken van een gezond nageslacht te verbeteren". Bij iedere geboorte van een nieuwe baby werd een kwart van de lening kwijtgescholden. In een Erlass van 1939 somde minister Wilhelm Frick een lijst van voorwaarden op die de erfelijke gezondheid van het nageslacht moest waarborgen. De lening werd alleen verstrekt als "gewenste en waardevolle nakomelingen" te verwachten waren; lichamelijke en geestelijke gezondheid en achtergrond van de familie speelden een rol.
De mensen die volgens de nazi-eugenetica vernietigd dienden te worden, leefden grotendeels in private en staatsgebonden instituties. Van zulke groepen mensen werd gezegd dat ze het leven onwaardig waren (Duits: Lebensunwertes Leben). Onder hen waren gevangenen, gedegenereerden, dissidenten, mensen met aangeboren handicaps (waaronder zwakzinnigen, schizofrenen, epileptici, manisch-depressieven, verlamden, doven en blinden), homoseksuelen, werklozen, gekken en zwakken. Het doel van de nazi's was om de voortplanting binnen en tussen deze groepen te stoppen. Zo werden meer dan 400.000 mensen tegen hun wil in gesteriliseerd. Aktion T4, het euthanasieprogramma van de nazi's, zorgde voor de dood van 70.000 mensen.

## Opvattingen van Adolf Hitler over eugenetica

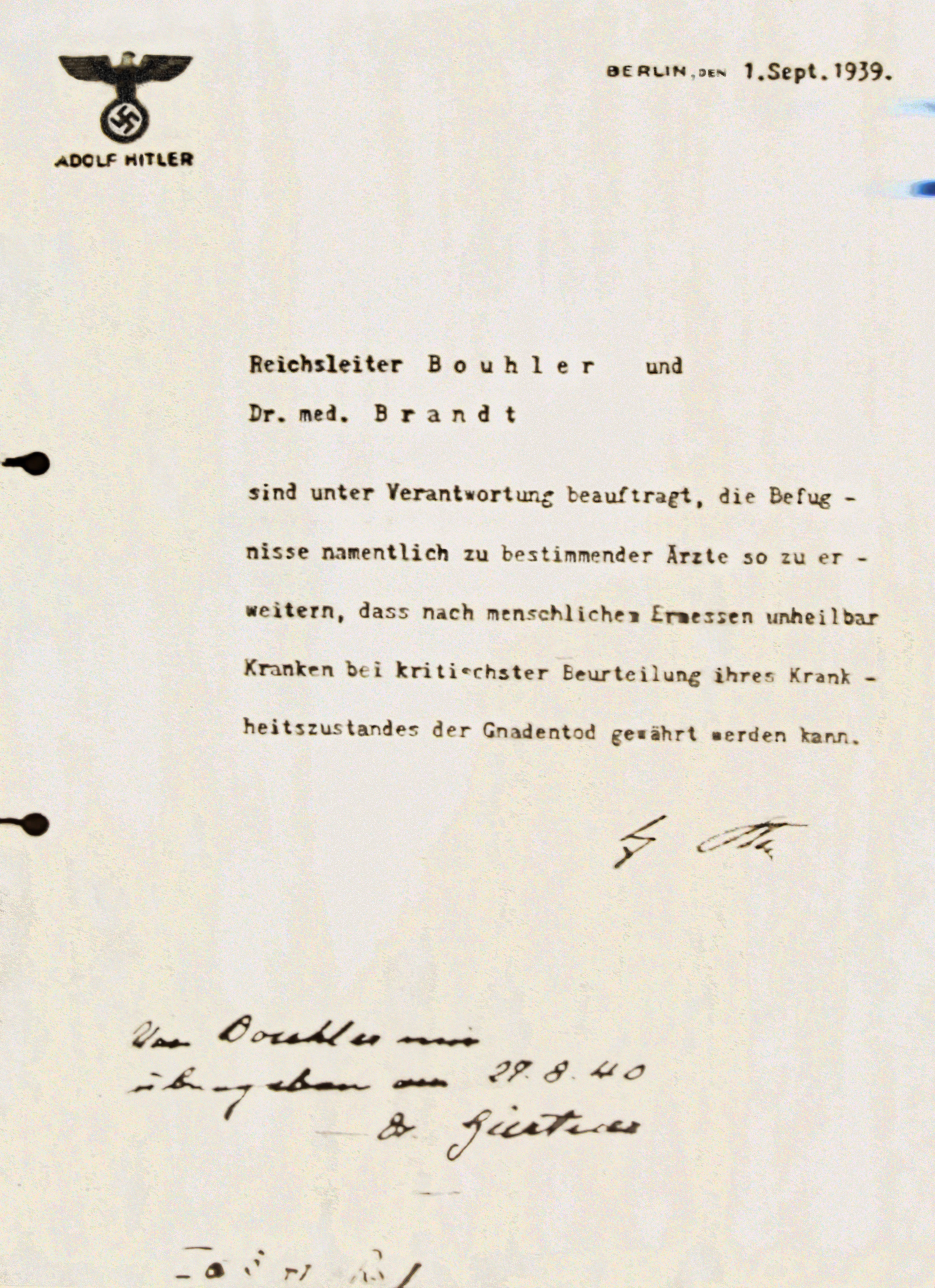
Het bevel van Hitler om Aktion T4 op te starten.

Hitler las over "raciale hygiëne" tijdens zijn verblijf in de gevangenis van Landsberg. Hitler geloofde dat de natie zwak en gecorrumpeerd was geworden door het inplanten van degeneratieve elementen in zijn bloedstroom. Het sociaal darwinisme met het onderliggende idee van de natuurlijke selectie werd in 1944 door Europese wetenschappers bediscussieerd. Het is onzeker of Hitler deze ideeën ook heeft opgepikt.
In Hitlers boek "Mein Kampf" zijn reeds ideeën over eugenetica terug te vinden van de wetenschapper/schrijver en tijdgenoot Fritz Lenz (1887–1976).
Hitler prees het oude Griekse Sparta in zijn vervolg op Mein Kampf, "Zweites Buch" genaamd. Hij voegt daaraan toe, dat Sparta als de eerste "Völkisch State" moet worden gezien. In het boek noemt hij de vernietiging van zieke en misvormde kinderen menswaardig en humaan en wijst hij het doden van gezonde kinderen door geboortebeperking of abortus af.

## Sterilisatie- en euthanasie-beleid

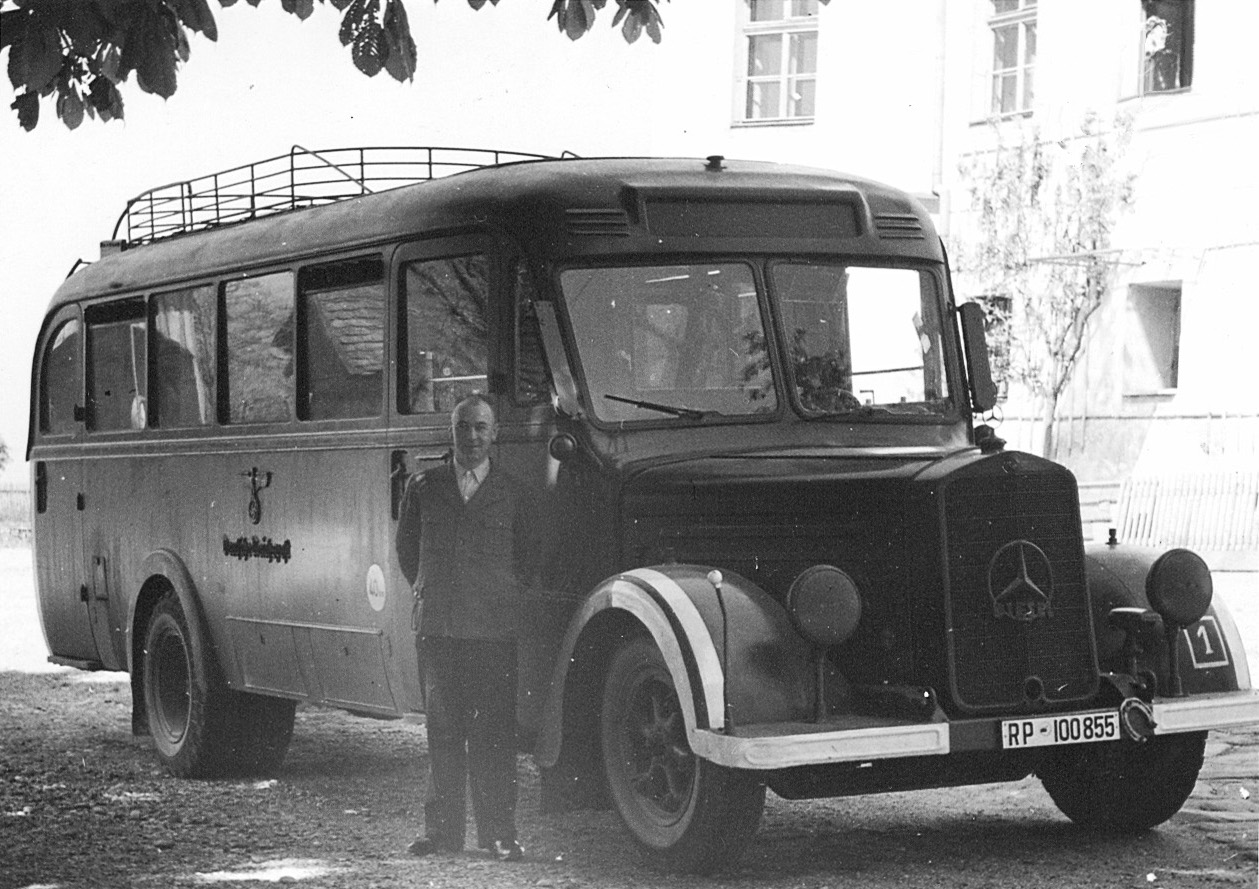
Bus voor het transport van slachtoffers.

Bij het organiseren van hun eugeneticaprogramma, werden de nazi's geïnspireerd door Amerikaanse programma's omtrent gedwongen sterilisatie. Centraal daarbij staan eugenetica-wetten die werden afgekondigd in Californië.

### Sterilisatie-programma's
De Sterilisatiewet (Duits: Gesetz zur Verhütung erbkranken Nachwuchses), afgekondigd op 14 juli 1933, stond verplichte sterilisatie toe van elke burger die volgens de rechtbank ter bevordering van de erfelijke gezondheid aan een genetische aandoening leed. De wet was erop gericht de voortplanting van erfelijk zieken te voorkomen. In 1934, het eerste jaar waarin de wet van kracht werd, gingen ongeveer 4.000 mensen in beroep tegen de beslissing van de sterilisatieautoriteiten. 3.559 van deze mensen verloren hun zaak. Aan het einde van het naziregime waren er in totaal meer dan tweehonderd Rechtbanken ter bevordering van de erfelijke gezondheid (Duits: Erbgesundheitsgericht) gecreëerd. Onder hun bewind werden meer dan 400.000 mensen tegen hun wil gesteriliseerd.
De Wet ter vereenvoudiging van het Gezondheidssysteem, uitgevaardigd in juli 1934, creëerde Informatiecentra voor Genetische en Raciale Hygiëne. De wet schrijft ook procedures voor om personen aan te klagen en te evalueren. Indien de aanklacht als succesvol werd aanzien, werd de persoon in kwestie naar een 'Rechtbank ter bevordering van de genetische gezondheid' gestuurd waar over de sterilisatie werd beslist. Om te bepalen of iemand al dan niet 'genetisch ziek' was, werd er informatie gebruikt die verzameld werd door dokters.

### Aktion T4
Aktion T4 is wellicht het bekendste eugenetische euthanasie- en verplichte-sterilisatieprogramma. Het programma werd in oktober 1939 gestart op bevel van Adolf Hitler. De naam T4 is afgeleid van het adres van het kantoor waarin de betrokkenen werkten, Tiergartenstraße 4 in Berlijn. Philipp Bouhler en de lijfarts van Hitler, dr. Karl Brandt waren de leidinggevenden van het programma.
Het doel van het programma was het behouden van de genetische zuiverheid van het Germaanse volk. Om dit doel te verwezenlijken werden andersvaliden en psychiatrische zieken systematisch vermoord. De nazi's verdedigden de moorden door te verwijzen naar hun zinloze bestaan en lijden en zagen dit als een rechtvaardiging om hen te euthanaseren. Het werd zelfs voorgesteld als een daad van barmhartigheid. De SS-Gruppenführer en Generalleutnant in  de Waffen-SS Karl Brandt, stelde dat ze de meest humane methode gebruikte om deze zieken om te brengen. In de Processen van Neurenberg werd hij ter dood veroordeeld; later werd hij opgehangen.
Het woord euthanasie werd aanvankelijk uit de nazipropaganda geweerd, waardoor de bedoelingen van de nazi's in het begin door de bevolking onontdekt bleven.

### Instituties

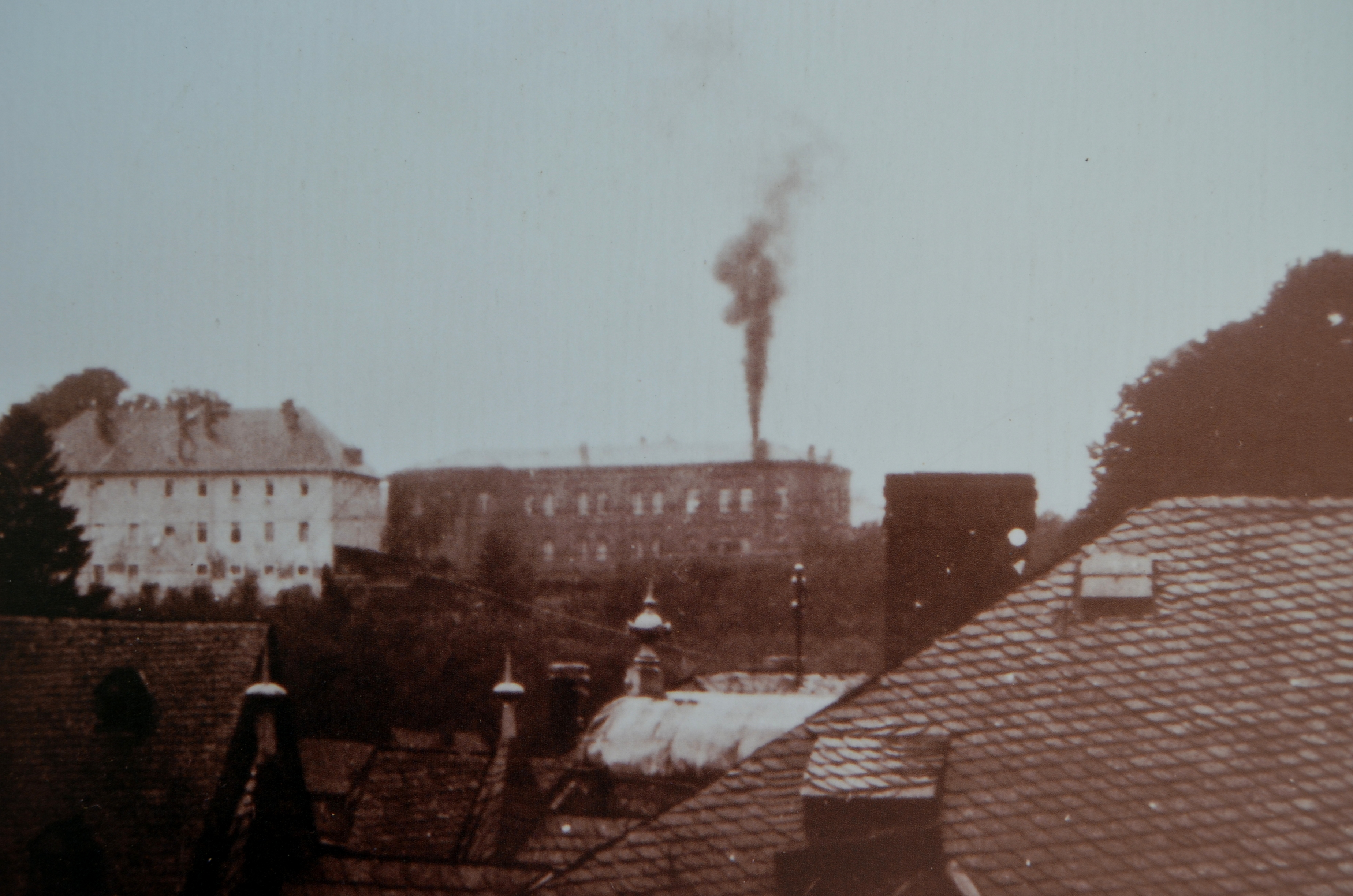
De rook die uit het crematorium van het Euthanasiecentrum Hadamar kwam.

Het Euthanasiecentrum Hadamar was een inrichting in de Duitse deelstaat Hessen waar ongeveer 14.500 mensen met beperkingen en psychische stoornissen vermoord werden. De slachtoffers kwamen door vergassing, een dodelijke injectie of door opzettelijke uithongering om het leven. Het euthanasiecentrum was gevestigd in het oude hoofdgebouw van de Psychiatrische Kliniek op de Mönchberg. De Gedenkstätte Mönchberg houdt tegenwoordig de herinnering aan de slachtoffers en de gebeurtenissen in ere. Dit centrum werd opgericht in het kader van Aktion T4. Een welbepaalde methode was het gebruiken van bussen waarin patiënten getransporteerd worden, waarbij de motor gassen uitstootte die in de bus zelf terechtkwamen en op die manier de inzittenden doodden. Later werden ook gaskamers ingericht in het centrum. Het hospitaal werd reeds van bij aanvang - na de oprichting in 1927 - geassocieerd met eugenetische theorieën en raciale hygiëne opgesteld door theoretici zoals Fritz Lenz en Eugen Fischer, en door de ziekenhuisdirecteur Otmar von Verschuer.
Ook Euthanasiecentrum Hartheim, gelegen in Alkoven (Oostenrijk) maakte onderdeel uit van Aktion T4. Men schat dat het totaal van het aantal vermoorde mensen in Hartheim circa 30.000 betreft. Onder de vermoorden bevonden zich gehandicapten, zieken, maar ook gevangenen uit concentratiekampen.

### Eugeneticabeleid ten aanzien van huwelijken
Nadat de nazi's in 1935 de rassenwetten van Neurenberg invoerden, werd het verplicht voor beide huwelijkspartners om zich te laten testen op erfelijke ziektes. Op deze manier werd de zogenaamde raciale reinheid van het Arische ras behouden. Iedereen werd aangemoedigd om zijn of haar toekomstige huwelijkspartner zelf eugenetisch zorgvuldig door te lichten tijdens de voorhuwelijkse fase van de relatie. SS-leden werden gewaarschuwd, zij moesten hun aanstaande huwelijkspartners zorgvuldig ondervragen om er zich van te vergewissen dat ze geen familiehistorie hadden waarin erfelijke ziekten of gekheid voorkwamen.